# 北安市
北安市位于中国黑龙江省中北部，是黑河市代管的一个县级市。市人民政府驻铁西街道乌裕尔大街。

## 历史

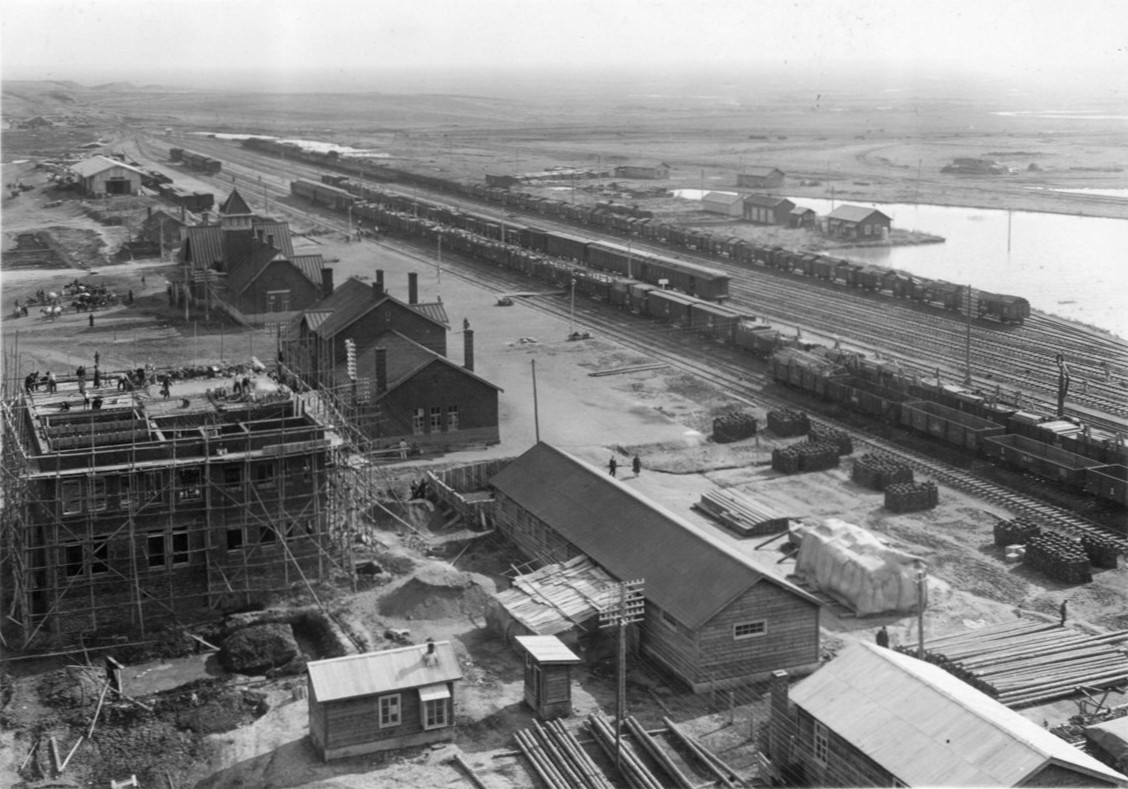
1930年代的北安镇

民国元年（1912年）10月设龙门招垦局，下属龙门、安古、鸟鱼三镇。民国五年（1916年）3月1日黑龙江省令改为龙门县，民国六年（1917年）7月14日改称龙镇县。1938年12月24日，滿洲国政府批准改名为北安县，1939年1月1日执行；北安是希望“北方平安”的意思，当时北安的经济和社会呈现殖民地特点的畸形繁荣景象。二戰後中華民國劃定的黑龍江省中，北安是該省的省會。1960年曾改市，1963年又改县，1983年5月18日，恢复北安市（县级）。

## 人口
根据第七次人口普查数据，截至2020年11月1日零时，北安市常住人口为308237人。

## 行政区划
北安市下辖6个街道办事处、5个镇、3个乡、1个民族乡：
兆麟街道、和平街道、北岗街道、庆华街道、铁西街道、铁南街道、通北镇、赵光镇、海星镇、石泉镇、二井镇、城郊乡、东胜乡、杨家乡、主星朝鲜族乡、通北林业局、北安分局局直、长水河农场、赵光农场、红星农场和建设农场。

## 交通
- 202国道、 332国道过境。

## 特产
红星酸菜：中国地理标志产品。范围为红星农场。